# Visnamigheid
De visnamigheid van een vistuig beschrijft hoeveel procent van een vis van een bepaalde lengte en soort in het vistuig achterblijft.
Voorbeeld: met een boomkor met een net met een maaswijdte van 8 cm wordt op schol gevist.
Alle vislarven, die een lengte hebben van enkele millimeters, gaan door de mazen en worden dus niet gevangen: 0% blijft achter in het net. Alle schollen met  40 cm kunnen niet door de mazen ontsnappen: 100% blijft achter in het net. Door deze percentages te bepalen voor alle lengtes krijgt men een curve die de visnamigheid van een 8cm-boomkornet voor schol beschrijft.